# Rumpelstilzchen

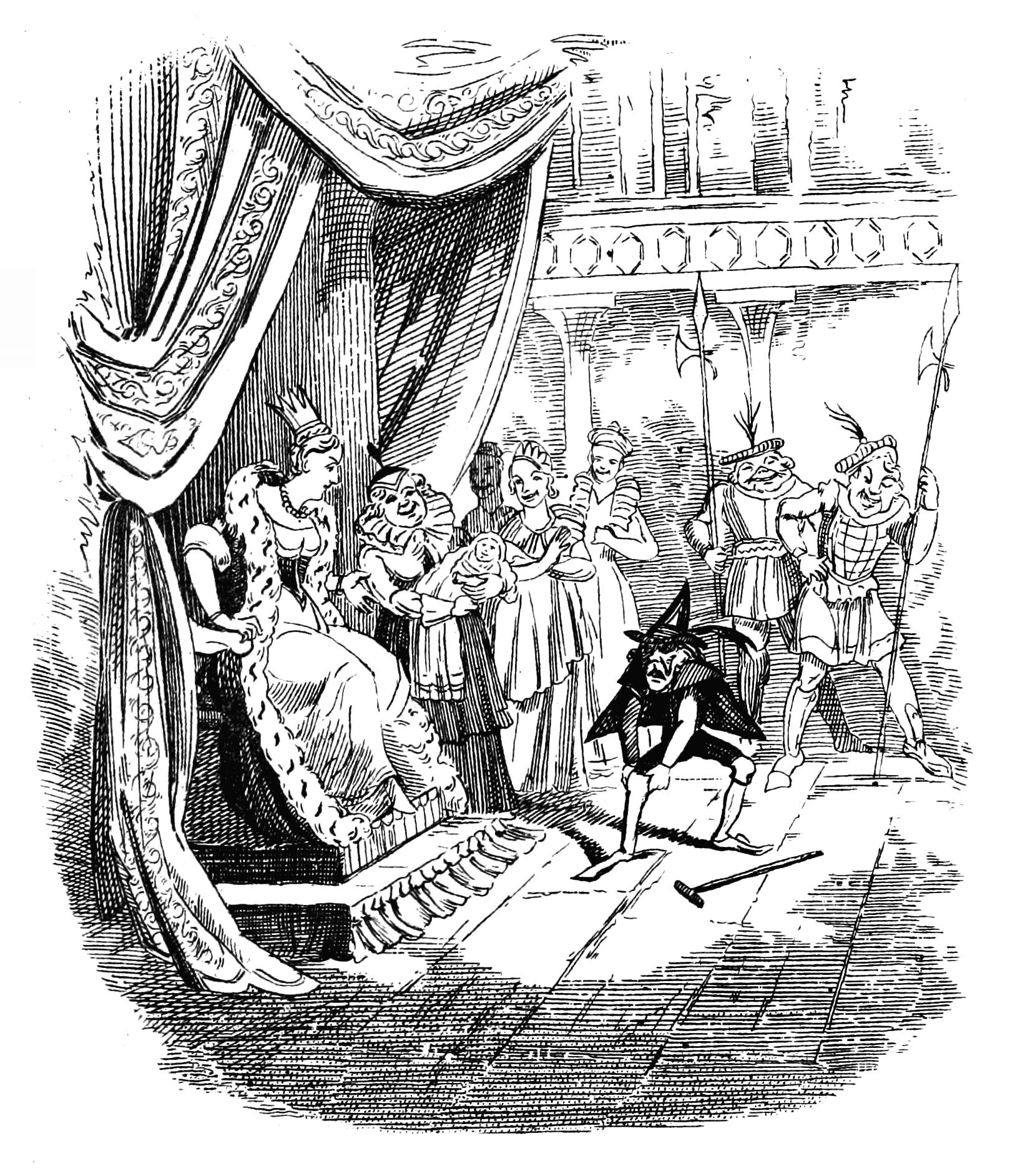
Illustration von George Cruikshank, 1876

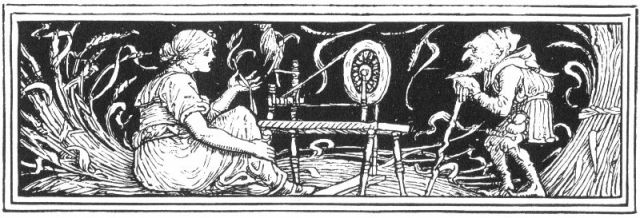
Illustration von Walter Crane, 1886

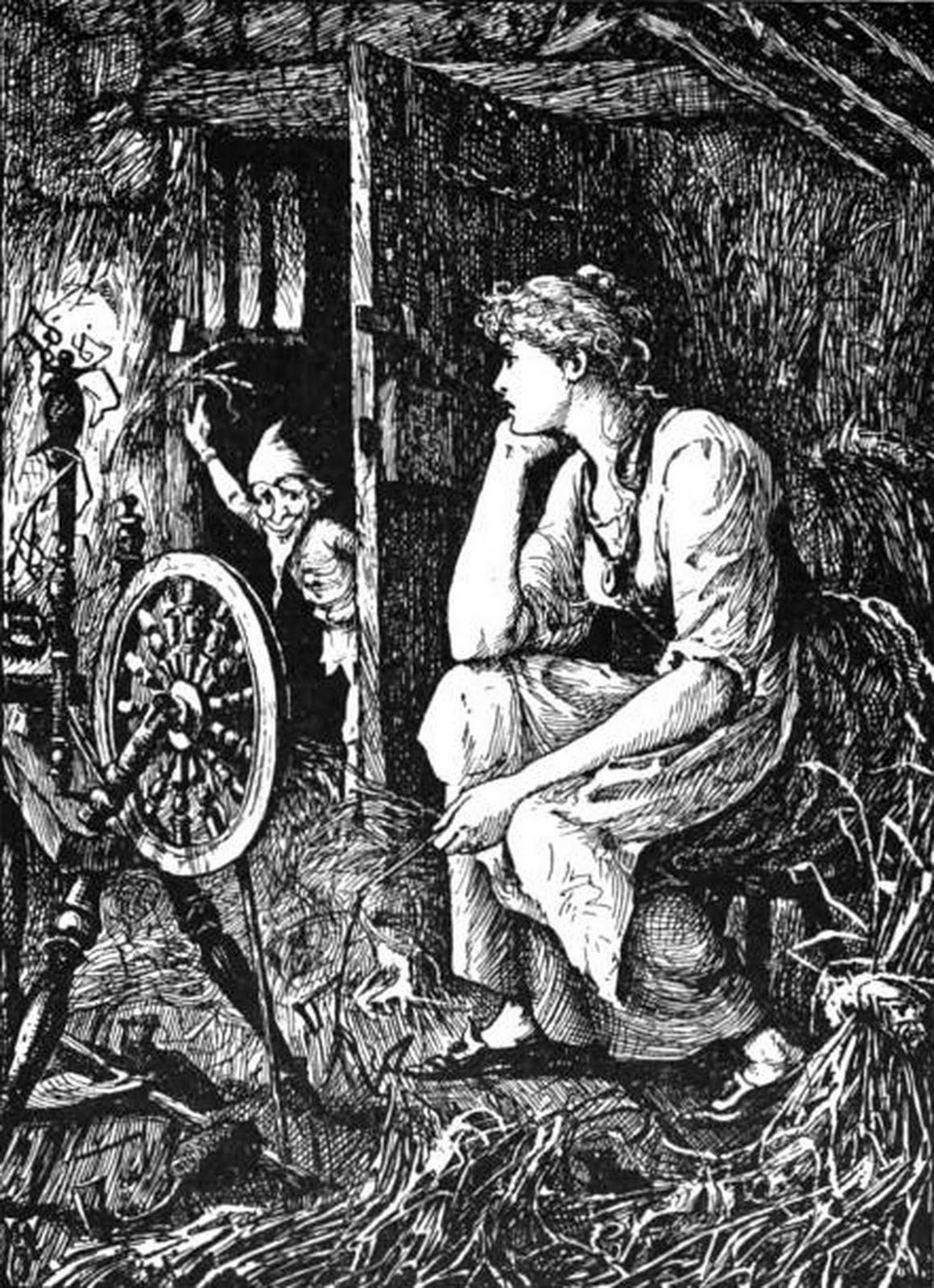
Illustration von Henry Justice Ford, um 1889

Rumpelstilzchen ist ein Märchen (ATU 500). Es steht in den Kinder- und Hausmärchen der Brüder Grimm an Stelle 55 (KHM 55).

## Handlung
Ein Müller behauptet von seiner schönen Tochter, sie könne Stroh zu Gold spinnen, und will sie an den König verheiraten. Der König lässt die Tochter kommen und stellt ihr die Aufgabe, über Nacht eine Kammer voll Stroh zu Gold zu spinnen, ansonsten müsse sie sterben. Die Müllerstochter ist verzweifelt, bis ein kleines Männchen auftaucht, ihr gegen ihr Halsband Hilfe anbietet und für sie das Stroh zu Gold spinnt. In der zweiten Nacht wiederholt sich das Gleiche, diesmal um den Preis eines Ringes. Darauf verspricht der König dem Mädchen die Ehe, falls sie noch einmal eine Kammer voll Stroh zu Gold spinnen kann. Diesmal verlangt das Männchen von der Müllerstochter ihr erstes Kind, worauf sie schließlich ebenfalls eingeht.
Nach der Hochzeit und der Geburt des ersten Kindes fordert das Männchen den versprochenen Lohn. Die Müllerstochter bietet ihm alle Reichtümer des Reiches an, aber das Männchen verlangt ihr Kind. Durch ihre Tränen erweicht, gibt es ihr aber drei Tage Zeit, um seinen Namen zu erraten. Kennt sie ihn in der dritten Nacht, dann soll sie das Kind behalten dürfen. In der ersten Nacht probiert es die Königin mit allen Namen, die sie kennt; doch ohne Erfolg. In der zweiten Nacht versucht sie es erfolglos mit Namen, die sie von ihren Untertanen erfragt hat. Am Tag darauf erfährt sie von einem Boten, dass ganz entfernt ein Männchen in einem kleinen Haus wohnt, das nachts um ein Feuer tanzt und singt:
Heute back ich, morgen brau ich,

übermorgen hol ich der Königin ihr Kind;

ach, wie gut, dass niemand weiß,

dass ich Rumpelstilzchen heiß!
Die Königin fragt zunächst, ob Rumpelstilzchen „Kunz“ oder „Heinz“ heiße, und nennt dann erst den korrekt überlieferten Namen. So hat sie das Rätsel gelöst. Rumpelstilzchen wird sehr zornig und zerreißt sich vor Wut selbst mit den folgenden Worten:
„Das hat dir der Teufel gesagt!“

## Frühere Auflagen

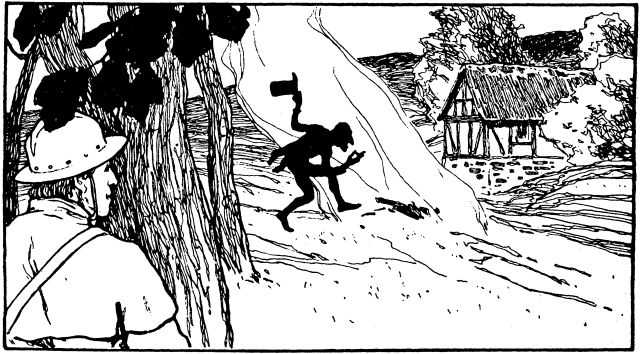
Illustration von Otto Ubbelohde, 1909

Jacob Grimm schickte das Märchen schon 1808 zusammen mit anderen an Savigny für dessen Tochter. Wilhelm Grimms handschriftliche Urfassung Rumpenstünzchen von 1810 entspricht noch weitgehend dieser frühesten erhaltenen Fassung der Grimm-Brüder. Jacob notierte handschriftlich zum Titel: „Fischarts Spiel Verzeichnis n° 363. « Rumpele stilt, oder der Poppart. »“, ein Zitat aus Fischarts Geschichtsklitterung (Kapitel 25), wo Spiele aufgezählt werden; gemeint ist wohl der „starke Poppe“ im Klopfgang. Die Brüder Grimm hatten die Ausgabe von 1594.
Klang Rumpenstünzchen nach einem kleinen Kerl, scheint nun Rumpelstilzchen einer zu sein, der Geräusche macht, indem er an Stelzen (vermutlich sind damit Dinge wie Tischbeine gemeint) rüttelt oder rumpelt. Der Erstdruck von 1812 beruhte inhaltlich auf Familie Hassenpflug und Dortchen Wild, wie Wilhelm Grimm in sein Handexemplar notierte: „Dortchen 10 März 1811. Hassenpflugs“. Seine Ergänzung, wie sich das Männchen zum Schluss zerreißt („Lisette“), statt nur fortzulaufen, und Jacob Grimms Namensvorschläge „Cunz oder Hinz“, wurden in die 2. Auflage von 1819 übernommen. Deren lebendige Dialoge prägen auch erst die bekannte Wendung vom „Stroh zu Gold spinnen“. Die Namenssuche passt jetzt zur Dreigliederung der Handlung, indem erst ein Bote ausgeschickt, dann herumgefragt wird, schließlich der Bote (nicht der König) das Männchen beobachtet. Die ab der 2. Auflage gebrauchte Wendung „wo Fuchs und Has sich gute Nacht sagen“ ist literarisch vielfältig belegt. Zur 6. bzw. 7. Auflage wird die Geldgier des Königs noch unterstrichen, indem er schon bei Sonnenaufgang nach dem zu Gold gesponnenen Stroh schaut und sie dann nimmt, „wenns auch eine Müllerstochter ist“.

## Grimms Anmerkung

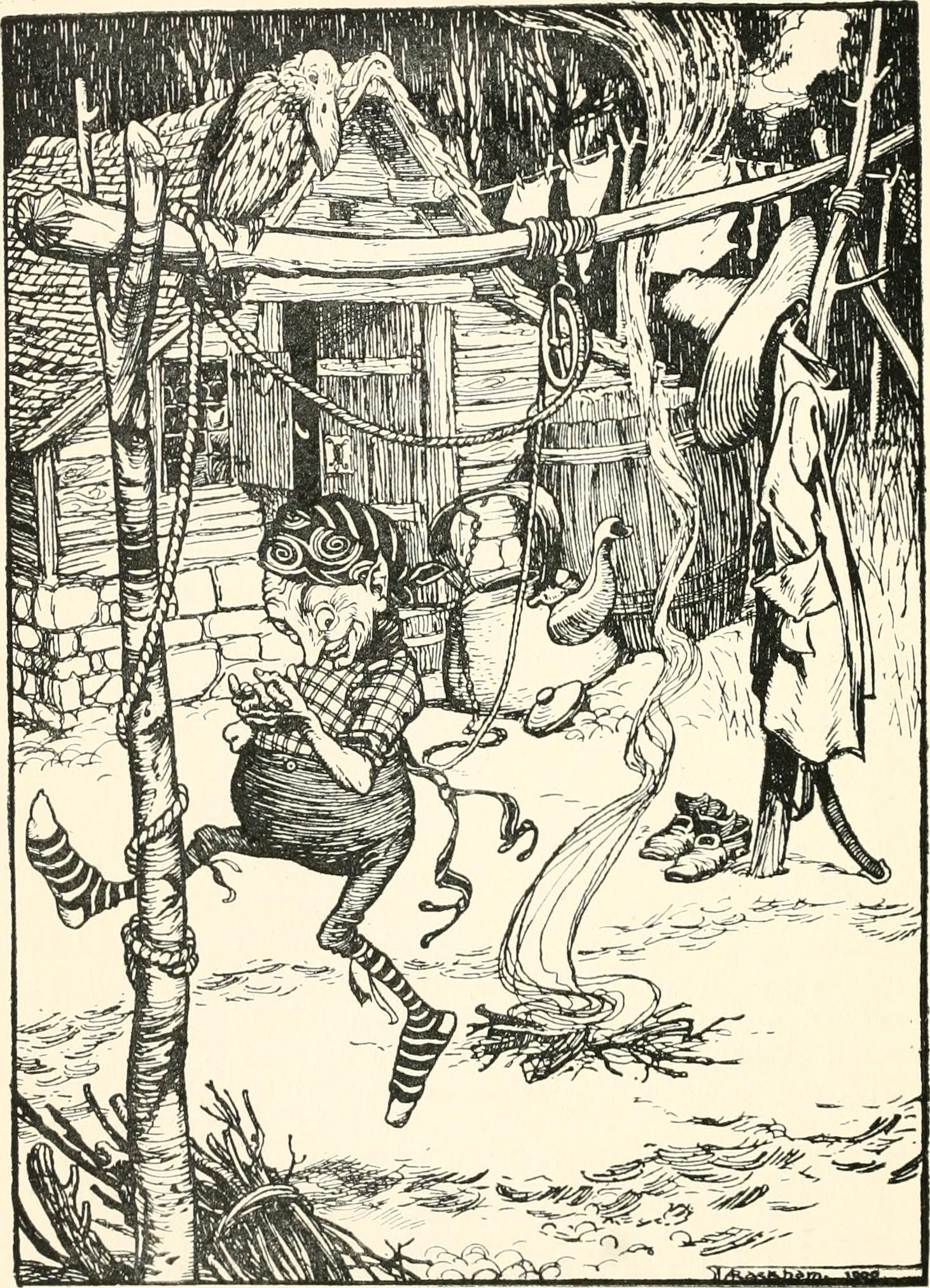
Illustration von 1916

Grimms Anmerkung vermerkt „Nach vier im Ganzen übereinstimmenden, im Einzelnen sich ergänzenden Erzählungen aus Hessen“, in einer davon ist es der König, der auf der Jagd das Männlein belauscht (wie in der ersten Auflage). Sie stammen teils von Familie Hassenpflug, teils von Dortchen Wild, das Zerreißen des Männchens (ab der 2. Auflage) von Lisette Wild. In einer fünften Fassung (sie entspricht der handschriftlichen Urfassung von 1810) soll ein kleines Mädchen Garn spinnen, doch es wird immer Gold und es ist traurig, sitzt auf dem Dach und spinnt. Da kommt das Männlein, das ihm einen Königssohn verspricht und das Kind fordert. Die Magd belauscht es, wie es auf einem Kochlöffel ums Feuer reitet. Als es verraten ist, fliegt es zum Fenster hinaus. In einer sechsten steigt eine Frau in einen Garten wegen schöner Kirschen, ein schwarzer Mann kommt aus der Erde, fordert das Kind, kommt dann auch trotz aller Wachen des Ehemannes und lässt es ihr nur, wenn sie seinen Namen weiß. Der Mann belauscht ihn in seiner Höhle, die von Kochlöffeln umhängt ist.
Die Brüder Grimm zählen weiter auf: Karoline Stahl, S. 85 das Stäbchen; Müllenhoff, Nr. 8; Kletkes Märchensaal, Nr. 3; Zingerle, Nr. 36 und S. 278; Pröhle, Nr. 23; Bechstein, Nr. 20; Colshorn, S. 83; schwedisch bei Cavallius, S. 210; Fischarts Gargantua, Kap. 25, Nr. 363; Müllenhoffs Sagen, S. 306, 578; Aulnoy, Nr. 19; Villandons Ricdin Ricdon in La Tour ténébreuse, dänisch weiterbearbeitet in Ryerup Morstabsläsning, S. 173. Fenia und Menia konnten alles mahlen, so dass der König sie Frieden und Gold mahlen ließ. Die kummervolle Arbeit der Golddrahtfertigung kam oft armen Jungfrauen zu, wozu die Grimm-Brüder ein altdänisches Lied aus Kämpe Viser (S. 165, B. 24) zitieren (vgl. Wolfdietrich Str. 89; Iwein 6186–6198): „nu er min Sorg saa mangesold, / som Jongfruer de spinde Guld“. Zum Erraten des Namens vergleichen sie: Eine dänische Sage bei Thiele 1, 45, wo einer einem Troll Herz und Augen schuldet und belauscht, wie die Trollfrau zu ihrem Kind vom Vater spricht; Turandot in Tausendundein Tag; eine schwedische Volkssage von St. Olav in Gräters Zeitschrift Idunna und Hermode (3, 60. 61). Das Abfordern des Kindes greife in sehr viele Mythen ein.

## Vergleichende Märchenforschung

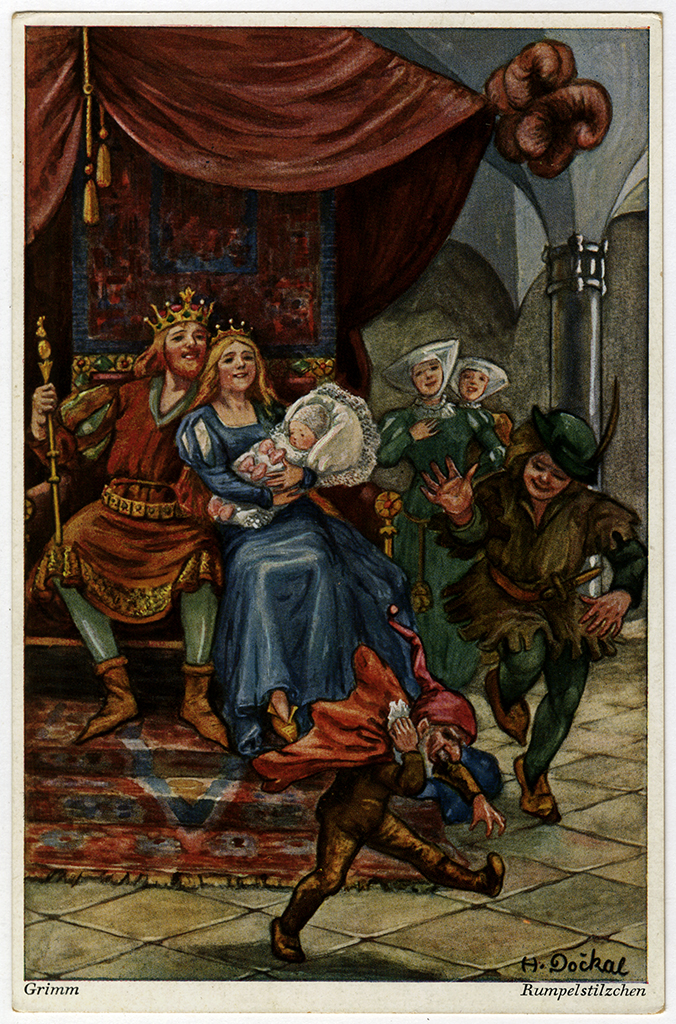
Postkarte, um 1928

Rumpelstilzchen geht, wie auch die älteste literarische Fassung, die im moralischen Sinn bearbeitete Märchennovelle Ricdin Ricdon aus La Tour ténébreuse von Marie-Jeanne Lhéritier de Villandon (1705), zweifellos auf ältere Volksmärchen zurück. Der Märchentyp heißt Übernatürliche Helfer (AaTh 500), wobei ein fließender Übergang zu Volkssagen, oft zu dämonologischen oder Teufelssagen, besteht. Dazu passt der Teufelspakt um das Kind, die Verschleierung durch einen lächerlich machenden (aber sagentypisch individuellen) Namen, aber auch Rumpelstilzchens letzte Worte: „Das hat dir der Teufel gesagt!“, ohne dass zuvor auf den Teufel Bezug genommen wurde. Versponnenes Stroh wirkt übrigens wirklich, etwa auf Messgewändern, wie Gold. Man versuchte eine Altersbestimmung des Märchens anhand barocker Bortenstickerei oder der Erfindung des Tretrockens. Röhrich weist auch auf die Ähnlichkeit mit einer lokalisierten Tiroler Teufelssage aus dem Kaisergebirge, die in der Sammlung von Ignaz Vinzenz Zingerle publiziert wurde, und einer ähnlichen, ebenfalls lokalisierten Sage aus dem Salzkammergut hin. Vgl. in Ulrich Jahns Volksmärchen aus Pommern und Rügen Nr. 1 Das Goldspinnen, Nr. 41 Duurn’nroesken.
Verschiedene Motive treten auch in anderen Märchen der Brüder Grimm auf, so:
- der Teufelspakt ums Kind: KHM 3 Marienkind, KHM 12 Rapunzel, KHM 31 Das Mädchen ohne Hände, KHM 88 Das singende springende Löweneckerchen, KHM 92 Der König vom goldenen Berg, KHM 108 Hans mein Igel, KHM 181 Die Nixe im Teich;
- magische Spinnhelfer: KHM 14 Die drei Spinnerinnen, ferner KHM 181 Die Nixe im Teich, KHM 188 Spindel, Weberschiffchen und Nadel;
- die Verbindung von Dämon und Gold: KHM 1 Der Froschkönig oder der eiserne Heinrich, KHM 24 Frau Holle, KHM 57 Der goldene Vogel, KHM 85 Die Goldkinder, KHM 100 Des Teufels rußiger Bruder, KHM 161 Schneeweißchen und Rosenrot, KHM 182 Die Geschenke des kleinen Volkes.

Einem inhaltlich ähnlichen Konzept folgt auch das aus Österreich stammende und von Theodor Vernaleken publizierte Märchen Winterkölbl.

## Interpretation

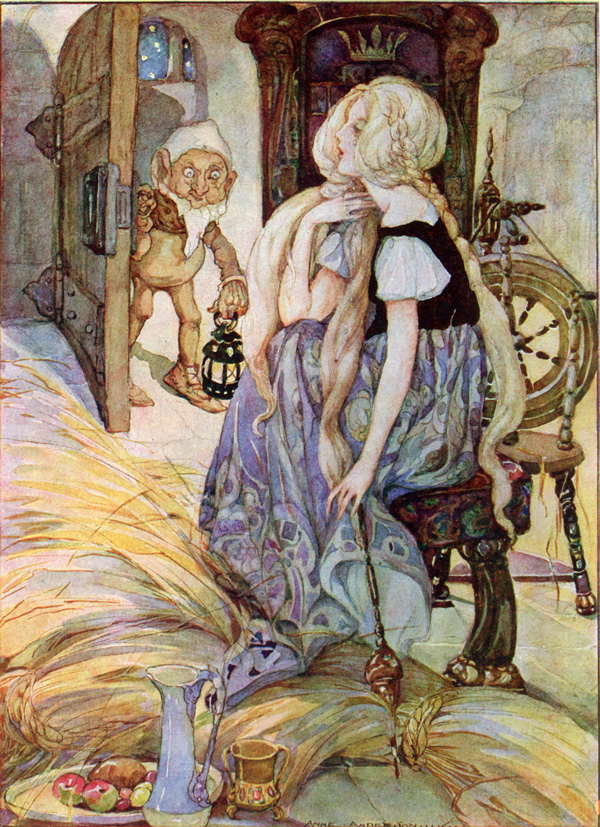
Bild von Anne Anderson

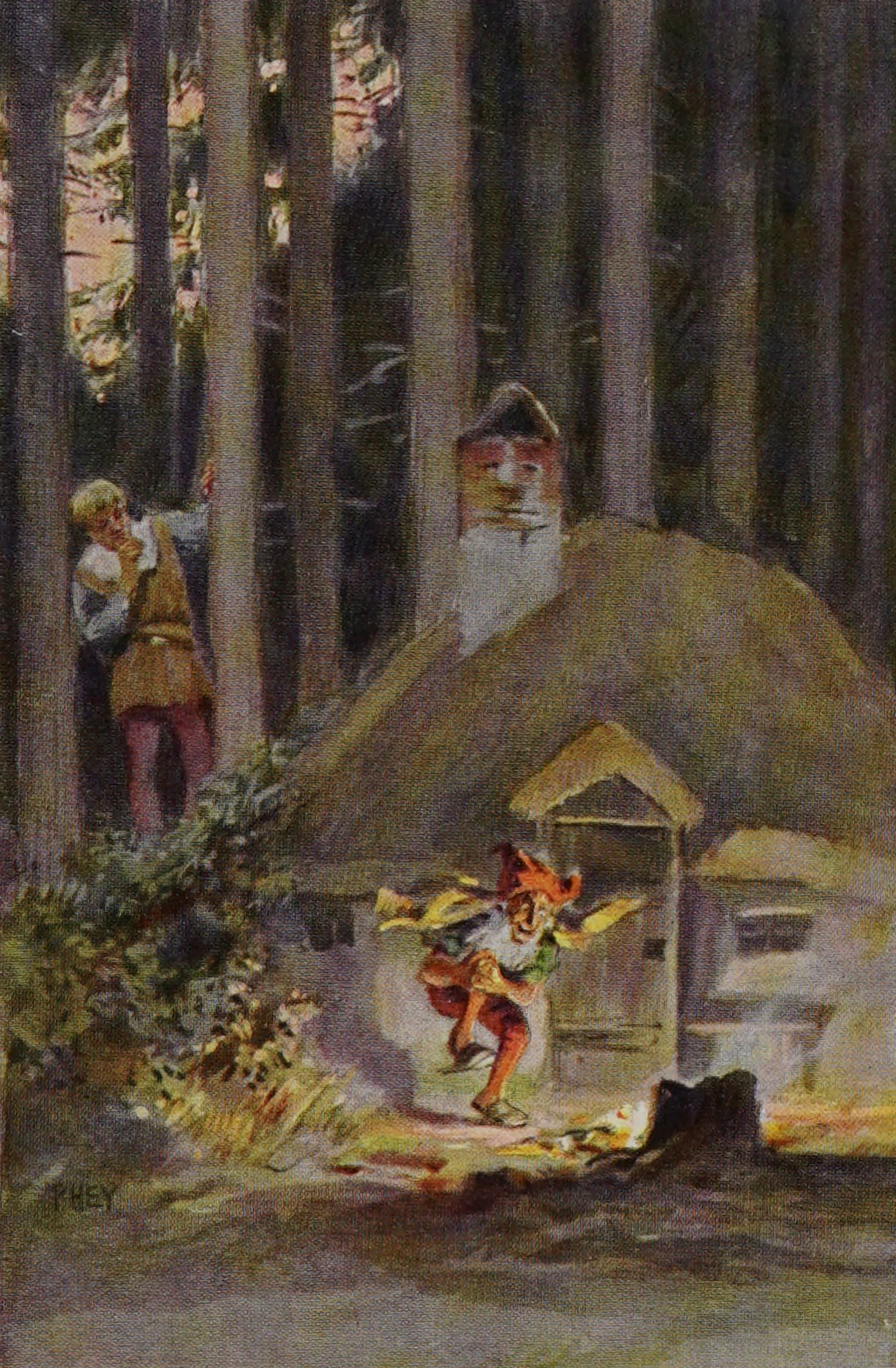
Illustration von Paul Hey, 1939

### Volksmund
Der Volksmund bezeichnet als „Rumpelstilzchen“ oft eher kleinwüchsige Menschen, die durch ihre aufbrausende oder tobsüchtige Art auffallen („Rumpelstilzchen“ – „Schrumpelstelzchen“ – „Zwerg mit kurzen Beinen“). Besonders in Oberbayern bezeichnet „a Rumpelstilz“ abschätzig einen – nicht unbedingt kleinwüchsigen – Choleriker. Seit dem 19. Jahrhundert glaubten Märchendeuter in Zwergen Angehörige einer unterdrückten und später dämonisierten Urbevölkerung zu sehen, die durch Kinderraub ihre Gene verbessern wollten. Der Märchenforscher Lutz Röhrich zeigt anhand des jüngsten Vertreters dieser Stoßrichtung (Otto Kahn: Rumpelstilz hat wirklich gelebt, 1967) sowie psychoanalytischer Ansätze (Freud, Wittgenstein, Bühler, von Beit; s. u.) die Unvereinbarkeit verschiedener Interpretationen, die auch nur von Grimms Endfassung ausgehen. Sie vermuten – hinter dem offenkundigen Motiv des Lächerlichen – immer wieder einen Narzissmus um Geld und Ehe.

### Psychoanalyse
Sigmund Freud schrieb 1897 an Wilhelm Fließ, er freue sich wie Rumpelstilzchen, dass außer ihm keiner wisse, dass Träume Wunscherfüllung sind. Freud deutete den Traum einer jungen Frau nach dem Besuch ihres Mannes: Über eine steile Treppe durch eine kleine Tür kommt ein Männchen mit Glatze und roter Nase in ihr braunes Zimmer und tanzt komisch herum. Es ähnelt ihrem Schwiegervater, dann fällt ihr Rumpelstilzchen ein. Für Ottokar Graf Wittgenstein ist das Stroh ein Bett, das Männchen der Penis, vom Gold weiß die Jungfrau noch nichts. Zu -stilzchen assoziiert er stehlen, stelzen, stolz, stolzieren, steif, wie der Gang des Storches, der die Kinder bringt. Charlotte Bühler und Josephine Bilz sehen einen Reifungsprozess vom Mädchen zur Mutter. Für Wilhelm Salber geht es hier um ewiges Ersehnen von Idealzuständen, was als fremdbestimmtes Labyrinth von Tätigkeiten erlebt wird. Es entsteht ein Spiel zwischen totaler Hingabe und Vernichtung – die entschiedene Tat erreicht das Ersehnte, beendet aber die Bewegung.

### Analytische Psychologie
Hedwig von Beit deutet Vater und König tiefenpsychologisch als Animusgestalten, die die Heldin beherrschen und ihr Prahlerei und Geldgier eingeben. Diese einseitige Bewusstseinslage führt durch eine Notlage zur Bindung an unbekannte Mächte, in allen Varianten unterweltlicher Art (schwarzer Mann, schwarzer Kobold usw.). Sie fordern letztlich das Selbst, wofür Halsband, Ring und Kind Symbole sind, erstere auch als magische Fesseln oder Pflichten deutbar. Kind und Männlein sind das Unbewusste in seiner Doppelnatur. Die Nennung des Dämons fixiert, distanziert oder löst ihn auf. Es ist ein verbreitetes folkloristisches Motiv, dass die Unterirdischen nicht wollen, dass man ihren Namen oder ihr Alter weiß. Naturvölker halten ihre Namen für etwas Konkretes, auf das man achten muss. Auch Ulla Wittmann geht von der Ambivalenz des Animus aus. Rumpelstilzchen leistet eine Transformation natürlicher Triebe, wo das Bewusstsein nicht weiterkommt, in zielgerichtete Arbeitskraft. Ehrgeiz, Leistung und Anpassung kosten aber das weibliche, lebendige Selbst. Das unintegrierte Männliche wird überwunden durch seine positive Seite, den im Wald lauschenden Boten (wie Wolf und Jäger in Rotkäppchen). Kurt Stiasny sieht alchemistische Motive in der Verwandlung von Unscheinbarem zu Beständigem, in der ambivalenten (mercurischen) Zwergengestalt und im Vers vom „backen und brauen“, wobei die Urfassung besser passt. Der Homöopath Martin Bomhardt vergleicht das Märchen mit den Arzneimitteln Agaricus, Bryonia, Lycopodium. Siehe auch die symbolische Bedeutung der Zahl Drei in den Märchen.

### Therapie
Nach Erfahrung des Psychiaters Wolfdietrich Siegmund bringt die Lesung von Rumpelstilzchen in Patientengruppen das Gespräch bald auf die Ablöseschwierigkeiten zwischen Eltern und Kindern, wir erfahren hier von der Dämonie und der Verheißung des Daseins, und dass wir weder uns selbst noch unseren Eltern gehören. Angela Waiblinger berichtet den Heilungsverlauf einer depressiven Patientin, der das Rumpelstilzchen spontan in Tagträumen erschien und ihr den Weg zu ihrer weiblichen Identität wies. Sie hatte sich bisher den Prestigewünschen ihres Vaters nach Schulnoten und guter Heirat ergeben, während sie ihre Mutter als abwesend erlebte. Rumpelstilzchen ist zugleich Greis, Kind und Mittler der Großen Mutter, es versucht den Mangel an Beziehung zwischen Eros und Logos, Gut und Böse zu beheben. Eugen Drewermann analysiert, wie der Müller seine Armut durch die Schönheit seiner Tochter kompensiert, was umgekehrt im Wahn mündet, daraus Geld machen zu können. Bei der Tochter führt das zu einer narzisstischen Besessenheit auf Kosten ihres weiblichen Selbst.

### Antisemitismusforschung
Eine weitere mögliche Deutung sieht bei Rumpelstilzchen antijüdische Klischees als deutsches Volksgut transportiert und zur Volksweisheit überhöht. In der Herkunftsgeschichte des Narratives scheinen sich aber keine antisemitischen Querverweise zu finden. Rumpelstilzchen wurde besonders in der Zeit des Nationalsozialismus zu antisemitischer Propaganda verwendet. „Das Kind, seine Zukunft, will der Jude haben“. Diese antisemitische Interpretation wird auch heute noch gelegentlich reproduziert. „Einen späten „Erfolg“ der NS-Propaganda“ nennt es Oliver Geister, der in „Märchen in dunklen Zeiten“ anhand von Quellen die völkische Uminterpretation von Märchen analysiert, dabei auch auf Rumpelstilzchen eingeht.

## Rezeptionen

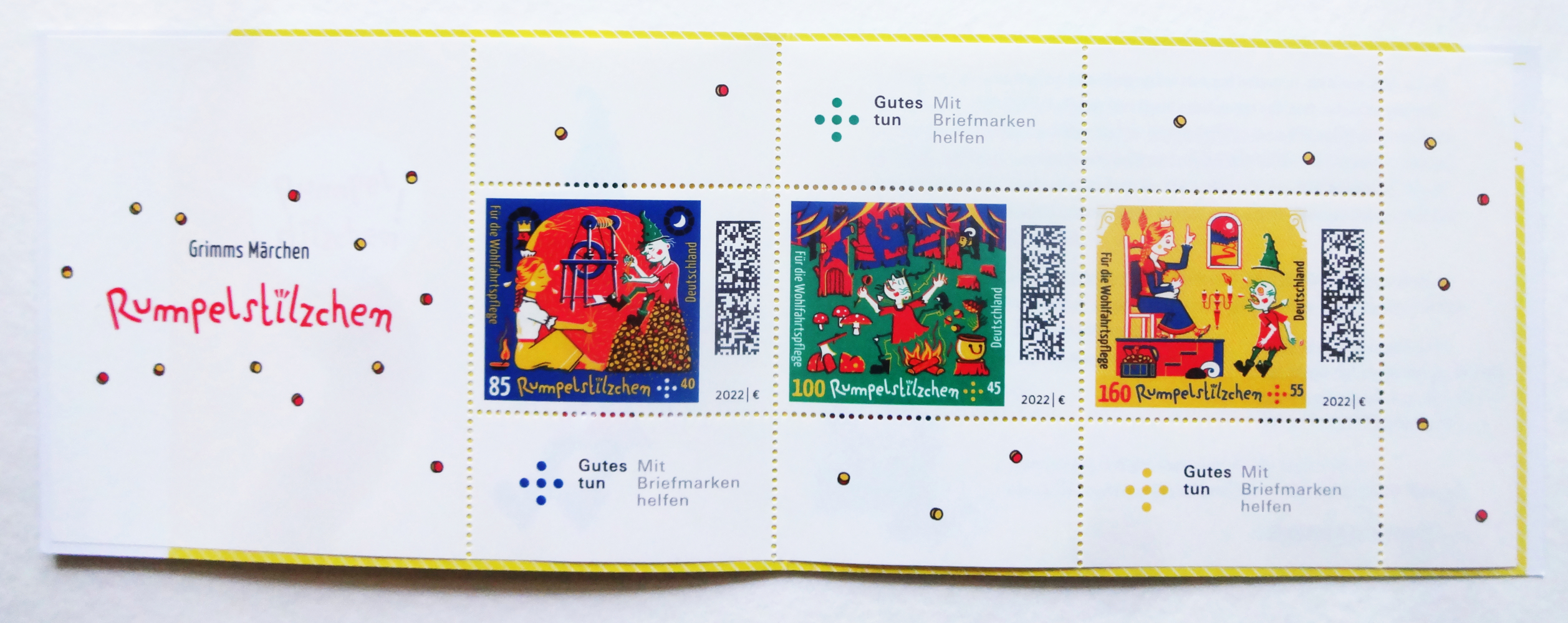
Briefmarken der Deutschen Post der BRD, Markenset 2022, Gestaltung von Michael Kunter

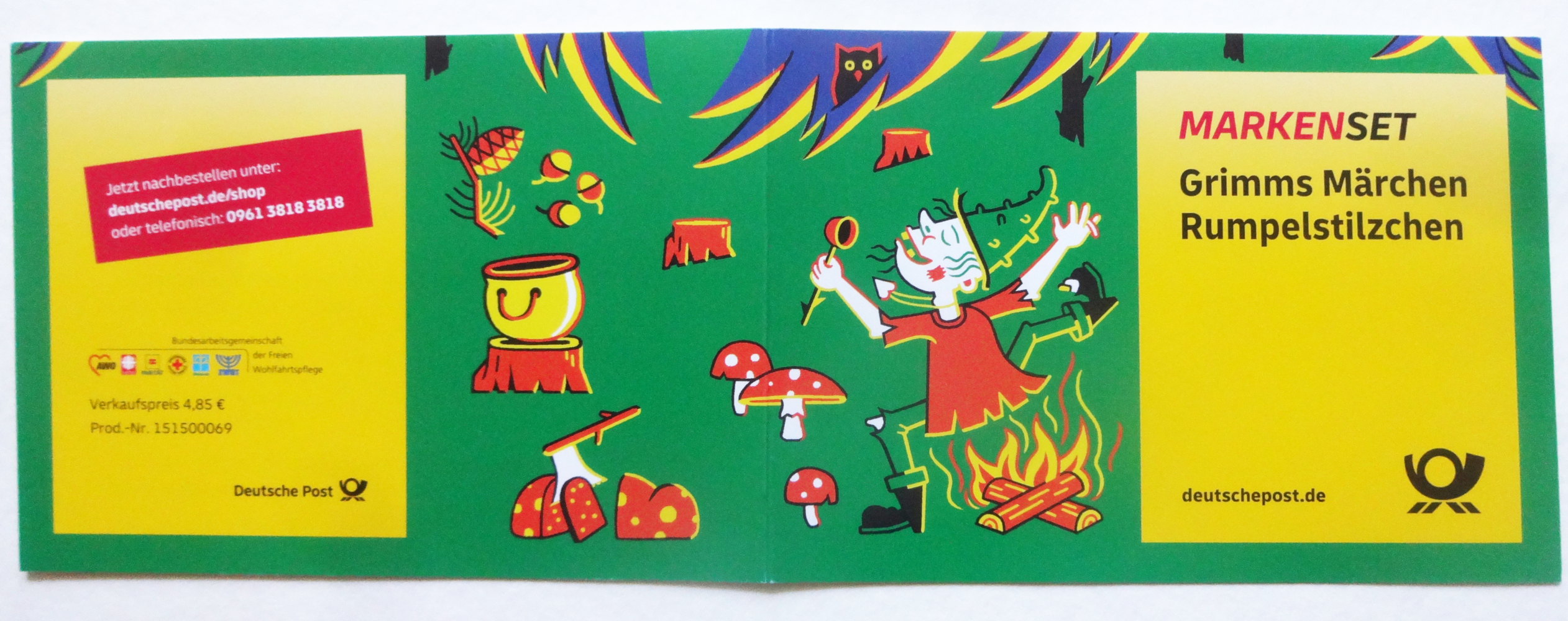
Briefmarken der Deutschen Post der BRD, der Deckel des Markensets 2022

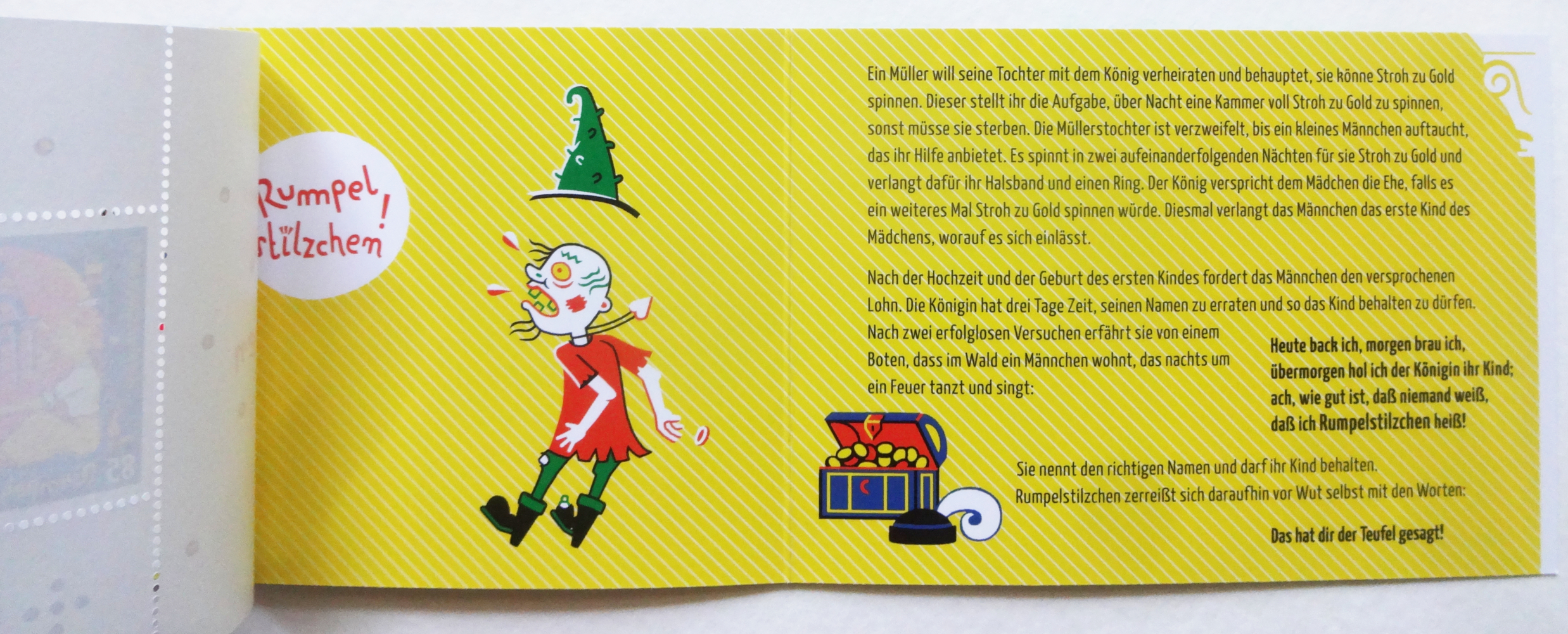
Briefmarken der Deutschen Post der BRD, die Deckelinnenseite des Markensets 2022

Georg Büchner schreibt 1836 in Woyzeck: „Morgen hol’ ich der Frau Königin ihr Kind. Blutwurst sagt: komm Leberwurst!“ (vgl. KHM 43a). Christian Peter Hansen verband eine nordfriesische Rumpelstilzchen-Variante mit der norddeutschen Sagengestalt Ekke Nekkepenn 1858 zu Der Meermann Ekke Nekkepenn. Ähnliche Anklänge hat das Feuermännlein in Theodor Storms Märchen Die Regentrude von 1863.
In Hermine Mörikes Parodie Was aus Rumpelstilzchen geworden ist macht sich Rumpelstilzchen im Schlosskeller mit „Ungarwein“ der Königin wieder ganz (vgl. Cluricaun bzw. KHM 185) und wird im Wald auf Vermittlung des Salamanders zum König der Giftpilze (vgl. KHM 172). Anne Sexton erzählt das Märchen als Gedicht. Irmela Brender argumentiert, Rumpelstilzchen, das so viel geleistet hat und sich nur allein fühlte, werde ungerecht behandelt. Janoschs Rumpelstühlchen wirft die größten, stärksten und dicksten Freier ab, nur nicht die schöne Königstochter, weshalb sich ein kluger Mann einfach auf ihren Schoß setzt. Bei Rosemarie Künzler ruft das Mädchen in der Strohkammer „Du spinnst“, nie werde es diesen abscheulichen König heiraten und sein Kind hergeben, worauf Rumpelstilzchen „umsonst gesponnen“ hat und sich wütend zerreißt.
In Nancy Kress’ Short Story zwingt sie Rumpelstilzchen, das Kind zu nehmen. In Jane Yolens Granny Rumple hilft der Jude mit unaussprechlichem Namen der Müllerstochter mit Gold aus, dann will sie nichts davon wissen, er stirbt beim Pogrom. In Garry Kilworths Masterpiece macht der Teufel die Malerin berühmt und begnügt sich zuletzt mit ihrem Meisterwerk. In Emma Donoghues Tale of the Spinster hat die Geschäftsführerin eine Spinnerin, die ihr Kind will. Siegfried Stadler deutet das Märchen ironisch als gnadenlosen Konkurrenzkampf unter Arbeitern. In Christian Handels Fantasy-Roman ist der Unhold eine verwandelte Fee. Von Torsten Haß ist ein Roman Männchen oder Die wahre Geschichte vom Rumpelstilzchen, 2023. Bei Kalynn Bayron geht das zerrissene Rumpelstilzchen noch als schwarzer Ritter um.
Auch in Thomas Manns Der Zauberberg und Patrick Süskinds Das Parfum sah man leise Anklänge. Oft wird auf das Stroh-zu-Gold oder Rumpelstilzchens Spruch angespielt. Ein Krimi von Felix Huby nutzt nur oberflächlich den Satz „Ach wie gut, daß niemand weiß.“ Svende Merians märchenmögende Antifa-Heldin dichtet: „heute / sterb ich / morgen / leb ich / übermorgen / weiß ich auch nicht, wie‘s heute / weitergehen soll. / ach wie gut, daß niemand weiß –“. In Kelly Links Kurzgeschichte Swans heißt einer Rumpelstiltskin. In John Katzenbachs Thriller The Analyst ist „Rumpelstiltskin“ des Killers Pseudonym. In Alethea Kontis’ Märchen-Roman Enchanted soll die Hauptperson einmal Wolle zu Gold spinnen. In Intisar Khananis Die Gänsemagd-Parodie Thorn sagt das Pferd zur Stallmagd: „One would think you’d discovered how to turn lead into gold, the way you strut around grinning“. Ein Manga erschien 2012 von Anna Hollmann. Es gibt Hörspiele von Margarete Neumann, von Franz Fühmann, Christian Peitz (Rumpelstilzchen schlägt zurück, 2009).

## Musik
Der Liedermacher Franz Josef Degenhardt schrieb ein Lied über Rumpelstilzchen, das sein 1963 erschienenes erstes Album Zwischen Null Uhr Null und Mitternacht eröffnete (spätere Ausgaben dieses Albums wurden mit Rumpelstilzchen betitelt). In seiner Fassung ist Rumpelstilzchen der Verursacher zahlreicher anstößiger oder unangenehmer Petitessen seiner Zeit:

„Wenn der Friedhofswärter, der niemals trinkt

Noch am off'nen Grab an zu lachen fängt

Wenn der Mond sich vor die Sonne schiebt

Und ein Greis ein Mädchen von siebzehn liebt

Da habe ich, mal kaum, mal viel

Die Hand im Spiel!“

Fredrik Vahle singt das Lied vom Rumpelstilzchen. Die Musikgruppe Münchener Freiheit interpretiert das Märchen in ihrem Lied Rumpelstilzchen 1983 aus der Perspektive eines promiskuitiven Mannes. Marius Müller-Westernhagens Lied Rumpelstilzchen, 1984 hat kaum Bezug zum Märchen. Megaherz’ Lied Rumpelstilzchen, 1995 benutzt das „ach, wie gut daß niemand weiß…“. Epenklang singt 2022 Rumpelstilzchen, Peter Naekel 2023 Das Rumpelstilzchen Lied. Rumpelstilz war eine Schweizer Band, Stiltskin ist aus Schottland, Tangerine Dream hat ein Album Rumpelstiltskin.

## Theater

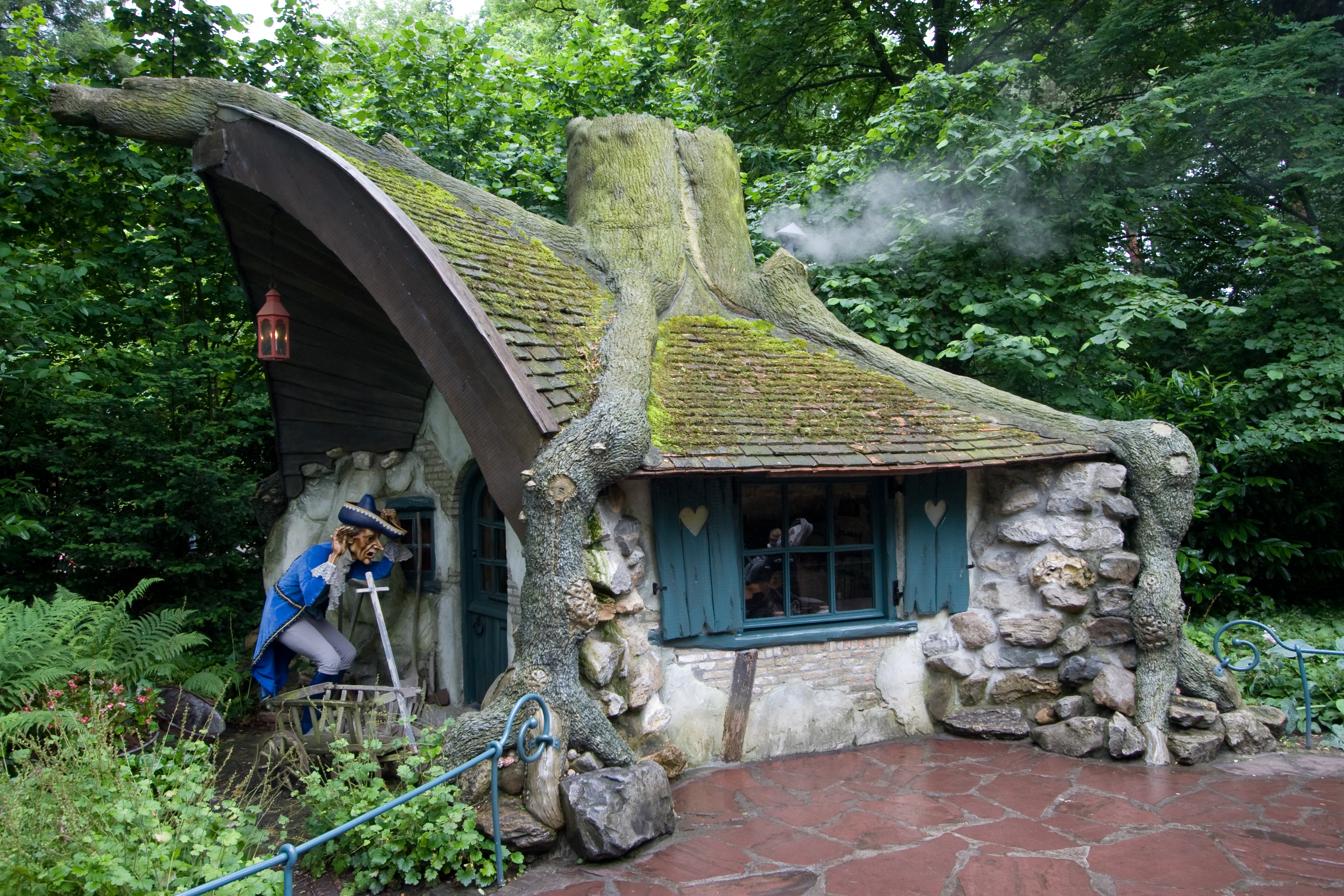
Ein Diener des Königs belauscht Rumpelstilzchen, Freizeitpark Efteling, 2008

- Rumpelstilzchen, ein Handpuppenspiel für den „Dresdner Kasperle“ von Oswald Hempel, Leipzig 1931.
- Rumpelstilzchen, ein fröhliches Märchenspiel in drei Bildern von Robert Bürkner, Hamburg 1960.[55]
- Rumpelstilzchen, ein Puppenspiel von Walter Büttner, Seevetal-Maschen o. J. [um 1960].[56]
- Rumpelstilzchen, ein Handpuppenspiel von Heinrich Maria Denneborg, veröffentlicht in Denneborgs Kasperschule, Ravensburg 1968.
- Rumpelstilzchen, ein Tischfigurenspiel der Piccolo Puppenspiele, Bonn 1997 (Buch und Regie: Gerd J. Pohl; Musik: Jan F. Schulz-Heising; Ausstattung: Arne Bustorff).
- Rumpelstilzchen, Schauspiel von Sylvia Hoffmann, Regie: Ellen Schulz, Brüder Grimm Festspiele Hanau, Premiere 2008.
- Es rumpelt der Stilz, Märchenkomödie in Versen für das Marionettentheater Märchen an Fäden von Monika Puhr und Leopold H. G. Grausam, Premiere 2011.[57]
- Rumpelstilzchen – Das Musical, 2019 siehe Artikel zu Hannah Leser.
- Rumpelstilzchen – total versponnen, Allee-Theater 2020, Regie: Sascha Mink.
- Rumpelstilzchen – Das Geschäft mit dem Gold, 2021 von Rike Reiniger.
- Rumpelstilzchen, Adaption für die Naturbühne Gräfinthal von Wilken Schütz, Gräfinthal 2025.

Bei den Brüder Grimm Festspielen Hanau war Rumpelstilzchen 1985, 1994, 2001, 2008, 2015 im Programm.

## Filme

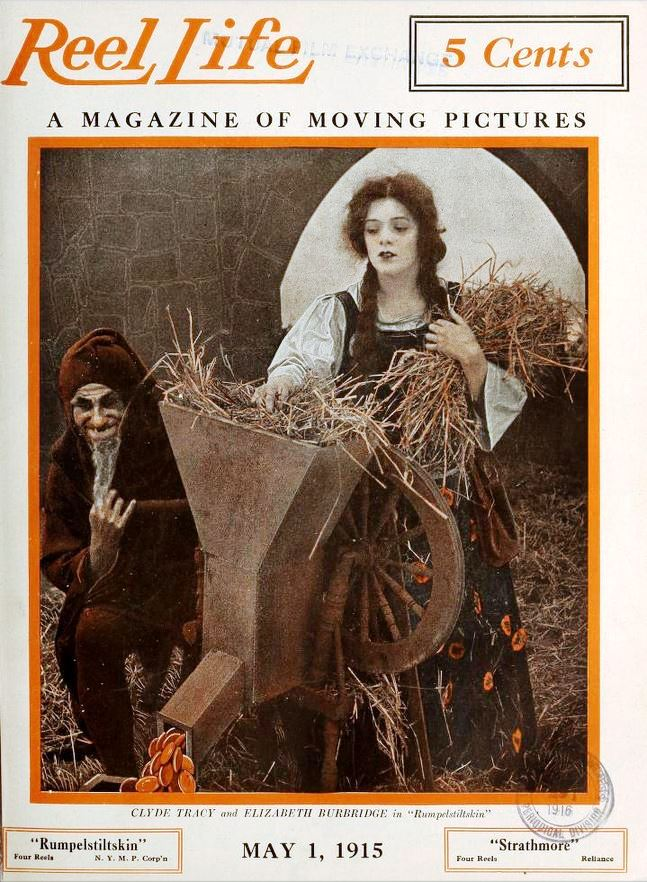

- 1923: Rumpelstilzchen, Regie: Dezsõ Kertész.[59]
- 1940: Rumpelstilzchen, Spielfilm, Deutschland, Regie: Alf Zengerling.
- 1955: Rumpelstilzchen, Spielfilm, 78 min., BR Deutschland, Regie: Herbert B. Fredersdorf.
- 1960: Das Zaubermännchen, Spielfilm, 71 min., DDR, Regie: Christoph Engel.
- 1962: Rumpelstilzchen, Spielfilm, s/w, 85 min., BR Deutschland, Regie: Fritz Genschow.
- 1966: Rumpelstilzchen, Fernsehproduktion der Augsburger Puppenkiste, s/w, BR Deutschland/Italien.
- 1987: Grimm Meisaku Gekijō, japanische Zeichentrickserie, Folge 45: Rumpelstilzchen.
- 1987: Rumpelstilzchen, USA, Regie: David Irving.
- 1988: Rumpelstilzkin II, USA, Regie: Lisa Hammer.
- 1997: Rumpelstilzchen & Co. (Originaltitel: Rumplcimprcampr), Märchenfilm, 89 min., Tschechien, Regie: Zdeněk Zelenka.
- 1999: SimsalaGrimm, deutsche Zeichentrickserie, Staffel 1, Folge 11: Rumpelstilzchen.
- 2006: Rumpelstilzchen – Auf Wache im Märchenwald, Komödie aus der 1. Staffel der ProSieben/ORF-Serie Die Märchenstunde, Deutschland/Österreich.
- 2007: Rumpelstilzchen, Österreich/Deutschland, Märchenfilm aus der ZDF-Reihe Märchenperlen, Regie: Andi Niessner. Mit Katharina Thalbach als Rumpelstilzchen, Erich Schleyer, Georg Friedrich, Andreas Schmidt, Sven Pippig, Fritz Egger, Sebastian Fischer als Königssohn und Marie-Christine Friedrich als Müllerstochter Marie.
- 2009: Rumpelstilzchen, Märchenfilm aus der 2. Staffel der ARD-Reihe Acht auf einen Streich, Deutschland, 60 min., Regie: Ulrich König.
- 2021: Rumpelstilzchen, 72 min., Regie: Richard Jones.[60]

Rumpelstilzchen hat Nebenrollen in Spuk unterm Riesenrad (DDR 1979), Die Wunderwelt der Gebrüder Grimm (USA 1962), Werner – Beinhart! (Deutschland 1990), Star Trek: Deep Space Nine, Folge Die Macht der Fantasie (USA 1993), 7 Zwerge – Der Wald ist nicht genug (Deutschland 2006), Es war k’einmal im Märchenland (USA 2006), Für immer Shrek (USA 2010), der Fantasyserie Once Upon a Time – Es war einmal … (USA, ab 2011). Eine Folge der Sesamstraße parodiert Rumpelstilzchen.

### Brüder Grimm
- Brüder Grimm: Kinder- und Hausmärchen. Vollständige Ausgabe. Mit 184 Illustrationen zeitgenössischer Künstler und einem Nachwort von Heinz Rölleke. S. 314–317. Düsseldorf und Zürich, 19. Auflage 1999. (Artemis & Winkler Verlag; Patmos Verlag; ISBN 3-538-06943-3)
- Brüder Grimm: Kinder- und Hausmärchen. Ausgabe letzter Hand mit den Originalanmerkungen der Brüder Grimm. Mit einem Anhang sämtlicher, nicht in allen Auflagen veröffentlichter Märchen und Herkunftsnachweisen herausgegeben von Heinz Rölleke. Band 3: Originalanmerkungen, Herkunftsnachweise, Nachwort. S. 106–108, 466. Durchgesehene und bibliographisch ergänzte Ausgabe, Reclam, Stuttgart 1994, ISBN 3-15-003193-1.
- Heinz Rölleke (Hrsg.): Die älteste Märchensammlung der Brüder Grimm. Synopse der handschriftlichen Urfassung von 1810 und der Erstdrucke von 1812. Herausgegeben und erläutert von Heinz Rölleke. S. 238–243, 379–380. Cologny-Geneve 1975. (Fondation Martin Bodmer; Printed in Switzerland)

### Varianten
- Christian Peitz: Rumpelstilzchen schlägt zurück (Hörspiel). Verlag HoerSketch, Münster 2009.
- Kurt Ranke (Hrsg.): Schleswig-Holsteinische Volksmärchen. Kiel 1958. S. 96–102.